# 1256 هـ
1256 هـ هي سنة في التقويم الهجري امتدت مقابلةً في التقويم الميلادي بين سنتي 1840 و1841.

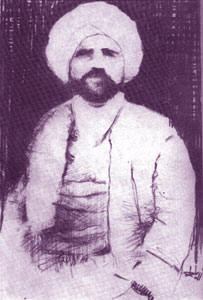
محمد بيرم الخامس

## أحداث
- انهيار امبراطورة محمد علي باشا وخروج قواته من الجزيرة.

## مواليد
- إدوارد هنري بالمر
- دغيم الظلماوي
- محمد بيرم الخامس
- محمد حسين الشهرستاني
- نامق كمال

## وفيات
- عبد النبي الكاظمي